# Runcu, Vâlcea
Runcu là một xã thuộc hạt Vâlcea, România. Dân số thời điểm năm 2002 là 1158 người.